# Joan Tuset Suau
Joan Tuset Suau (L'Arboç, 19 dicembre 1957) è un pittore e scultore spagnolo.
  Le sue figure sono caratteristiche del suo stile. Ha creato il suo stile all'interno dell'arte figurativa, riconoscibile per le sue deformazioni del corpo e la sua ambiguità sul piano intenzionale.

## Biografia
Ha studiato Belle Arti presso la Scuola di Arti Applicate e Artigianato di Tarragona, poi presso la Scuola Superiore di Belle Arti Barcellona; Tuttavia, abbandonare gli studi prima di terminare. Nel 1976 ha presentato la sua prima mostra a Tarragona. Nel 1980 Tuset si trasferì a Canada dove visse per sei anni..  Ha esposto le sue opere nelle gallerie Joyce Yahouda Gallery, Edimage e Cultart. Con la Cultart Gallery, ha anche esposto all'Art Institute di Chicago e alla 87 FIAC International Art Fair Grand Palais di Parigi 
Nel 1989 si trasferisce a Parigi, dove si stabilisce per sei mesi e espone i suoi lavori alla Galleria Vison Quai.Queste stadi produrre un cambiamento fondamentale nella sua vita e nel suo lavoro, facendo le sue composizioni figurative assumono una maggiore forza e tensione formale,i personaggi uno stile più classico, arricchito da deformazioni più personali ed espressive.Quando tornò in Catalogna, si stabilì tra Arboç, la sua città natale e la città di Barcellona.

## Pittura
I suoi anni di ricerca pittorica dei maestri europei, gli ha dato una padronanza tecnica del corpo e colore, e una conoscenza dello spazio. Lavora con ampie aree monocromatiche o bicromatiche che danno il suo lavoro una sensazione monumentale, con volumi che interagiscono con la luce e l'ombra dei suoi personaggi, e in un modo molto personale, in alcune opere, la luce sembra provenire dal basso, e in altri è utilizzato per alleggerire i volti e li accentuare con le emozioni sublimi.
Il tema centrale del lavoro di Tuset è di solito la figura umana, la sua condizione, le sue emozioni, il suo ambiente quotidiano, il passare del tempo e la psicologia dell'arte. (Josep Maria Cadena) La chiave per la sua ispirazione risiede nella tensione che si genera all'interno della condizione psicologica o emotiva, che di solito è il punto di partenza dei processi e dei materiali con cui finalmente decide di lavorare. 
La sua ricerca si estende da una coscienza della contemporaneità, quella che spesso non esita ad estrarre dalle fonti parte più primitiva della sua ispirazione.Esso influenza anche il modo in cui si riferisce al mondo, il suo modo di pensare, la respirazione, sensazione, il suo modo di vivere, e alla fine, il suo modo di essere. Sedotto dalla versatile sensualità del corpo umano, dalla sua condizione e dall'immagine in movimento, Tuset genera così inaspettate storie nel suo lavoro, ottenendo un'espressione corretta e costante Più di recente, ha introdotto nel suo lavoro più complessi e riflessioni intellettualizzate circa il suo ambiente, le cose che lo circondano, la sua officina, la sua spiritualità, la sua vita quotidiana, da cui prende le idee per creare la sua arte.

## Scultura

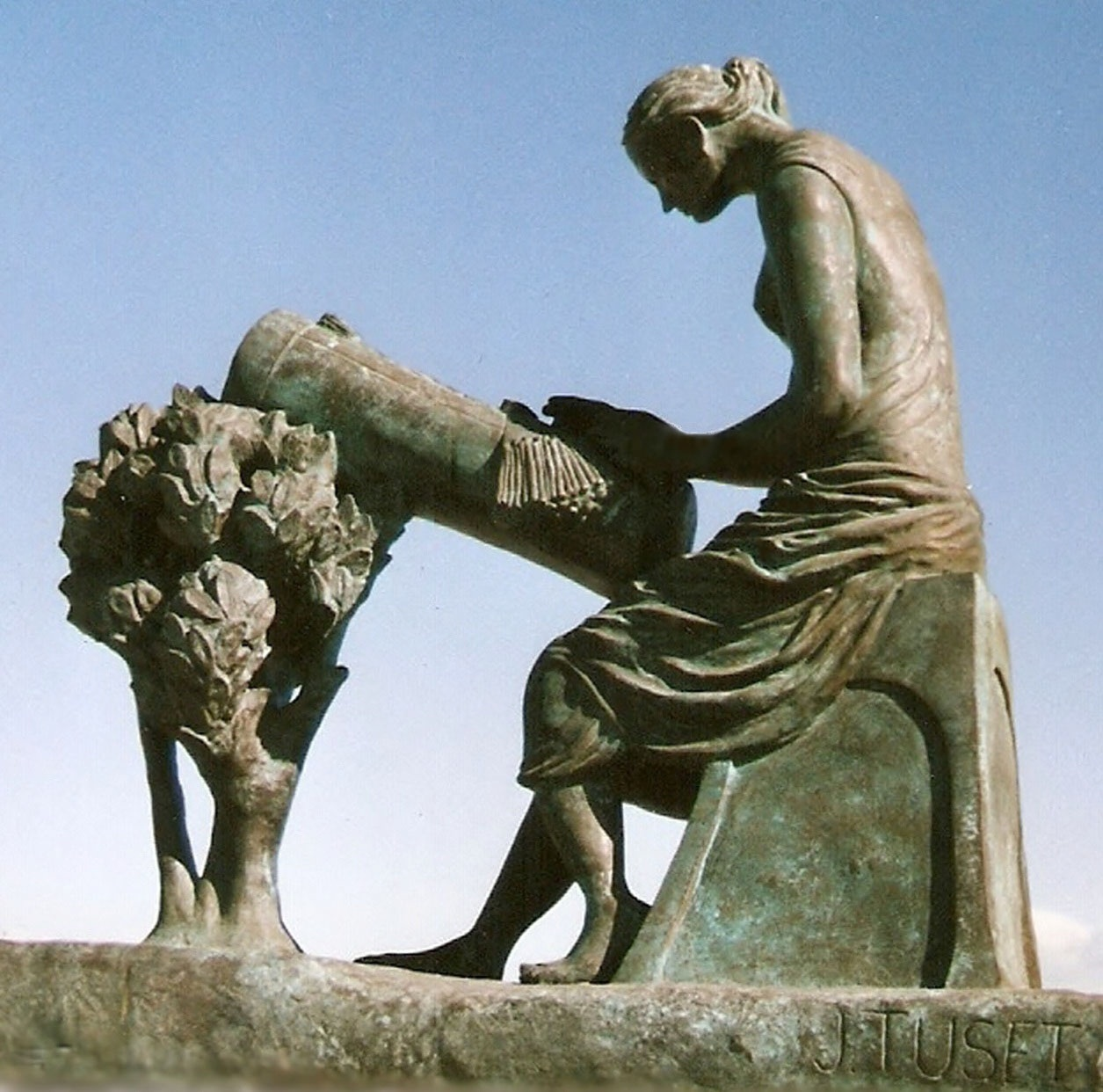
Monumento alla merlettaia di l'Arboç. Opera in bronzo dello scultore Joan Tuset 2005

Le sue sculture hanno l'eredità dei classici, e allo stesso tempo sono stati liberati del accademismo. Essi rappresentano generalmente il corpo umano e le sue forme sono arrotondate e squisitamente elegante. Molti interpreti confrontare la forma ondulata dei loro corpi reclinabili al paesaggio della loro amata Catalogna. Di solito funziona in terracotta, gesso, bronzo, o resina con polvere di marmo, senza rinunciare a altri materiali che possono arricchire il risultato finale del suo lavoro. Nel 2005 è stato incaricato di creare il monumento al "Puntaire de L'Arboç" (tipica figura emblematica della Catalogna), opera in bronzo che si trova in una delle rotatorie del National Highway 340, all'ingresso del suo villaggio natale, l'Arboç del Penedès (Tarragona), ed è stato inaugurato da Josep Huguet, il Ministro del Commercio e del Turismo del governo del Generalitat de Catalunya in quel tempo

## Esposizioni
Il lavoro artistico di Tuset è stato molto apprezzato a livello nazionale e internazionale, ed è esposto in prestigiose gallerie a Montréal, Düsseldorf, Roma, Portogallo, Parigi, Tarragona, Girona, Barcellona, Valladolid o Salamanca. Il suo lavoro è rappresentato in importanti collezioni pubbliche e private.

## Opere principali
- "Il sogno" 1986.  tecnica mista su tela 132 x 229 cm, collezione Lavalin, Montréal.
- "Odalisca" 1987. tecnica mista su tela 132 x 229 cm, collezione Kauffman, Montréal.
- "Le linee di luce" 1982. olio su tela 73 x 64 cm. Collezione privata, Vancouver.
- "Le sale d'aspetto" 1983. olio su tela 122 x 122 cm. Collezione privata, Montréal.
- "Les âges de l'homme" 1984. olio su tela 67 x 76 cm. Collezione privata, Montréal.
- "Testa di uomo" 2005. piccola scultura in bronzo 12 x 7 x 9 cm. Collezione Madeleine Parizeau, Paris.
- "El rapto de Europa"  1999. tecnica mista su tela 60 x 60 cm. Collezione privata, Barcelona.
- "La lluna ofesa" 2002. tecnica mista su tela 60 x 60 cm, Collezione privata, Oviedo.
- "La dentellière de l'Arboç" 2005. sculpture en bronze 200 x 200 x 84 cm, Monumento pubblico, Tarragona.
- "El vi dels amants" 2012. tecnica mista su tela 100 x 300 cm, Collezione privata, Barcelona.
- "The energy of memories" 2014. tecnica mista su tela 50 x 150 cm, Collezione privata, Barcelona.